# Alb (geologia)
| System                         | Oddział  | Piętro    | Wiek (mln lat) |
| ------------------------------ | -------- | --------- | -------------- |
| Paleogen                       | Paleocen | Dan       | młodsze        |
| Kreda                          | Górna    | Mastrycht | 66,0–72,1      |
| Kreda                          | Górna    | Kampan    | 72,1–83,6      |
| Kreda                          | Górna    | Santon    | 83,6–86,3      |
| Kreda                          | Górna    | Koniak    | 86,3–89,8      |
| Kreda                          | Górna    | Turon     | 89,8–93,9      |
| Kreda                          | Górna    | Cenoman   | 93,9–100,5     |
| Kreda                          | Dolna    | Alb       | 100,5–113,0    |
| Kreda                          | Dolna    | Apt       | 113,0–125,0    |
| Kreda                          | Dolna    | Barrem    | 125,0–129,4    |
| Kreda                          | Dolna    | Hoteryw   | 129,4–132,9    |
| Kreda                          | Dolna    | Walanżyn  | 132,9–139,8    |
| Kreda                          | Dolna    | Berrias   | 139,8–145,0    |
| Jura                           | Górna    | Tyton     | starsze        |
| Podział według IUGS, luty 2017 |          |           |                |

Alb (ang. Albian) – termin ma dwa znaczenia:
- w sensie geochronologicznym – najmłodszy (szósty) wiek wczesnej kredy, trwający około 12,5 miliona lat (od ok. 113,0 do 100,5 mln lat temu). Alb jest młodszy od aptu a starszy od cenomanu.

- w sensie chronostratygraficznym – najwyższe (szóste) piętro dolnej kredy w eratemie mezozoicznym, wyższe od aptu a niższe od cenomanu. Stratotyp dolnej granicy walanżynu nie jest jeszcze zatwierdzony przez ICS. Dolną granicę wyznacza pierwsze pojawienie się mikroskamieniałości Praediscosphaera columnata.

Nazwa piętra (wieku) pochodzi od łacińskiej nazwy (Alba) rzeki Aube we Francji.